# سیارک ۲۲۹۰
سیارک ۲۲۹۰ (به انگلیسی: 2290 Helffrich، نامگذاری:1932CD1) دو هزار و دویست و نودمین سیارک کشف شده‌است که در ۱۴ فوریه ۱۹۳۲ و در هایدلبرگ کشف شد.
قدر مطلق سیارک برابر ۱۲٫۲۰ است.